# تقنية اللمس

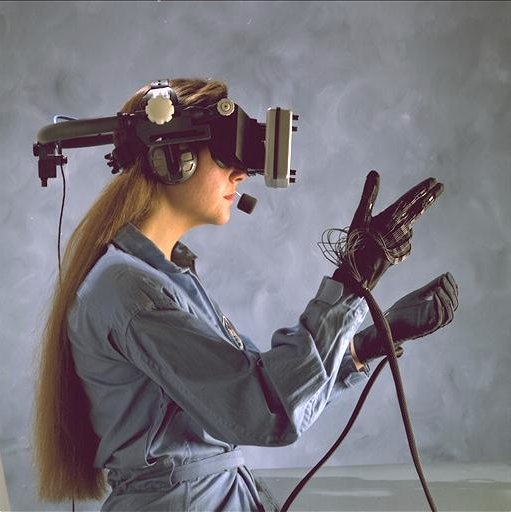
توضيح لتقنية اللمس

تقنية اللمس (بالإنجليزية: Haptic technology)، تُعرف أيضًا بالتواصل الحركي أو اللمس ثلاثي الأبعاد، وتُشير إلى أي تقنية يمكنها تكوين تجربة لمسية عبر تطبيق قوة أو اهتزاز أو حركة على المستخدم. يمكن استخدام هذه التقنية لإنشاء أشياء افتراضية في محاكاة حاسوبية تسمح بالتلاعب بهذه الأشياء وتعزيز التحكم عن بعد بالآلات والأجهزة (روبوت عن بعد). قد تتضمن الأجهزة اللمسية حساسات لمسية تقيس القوة التي يبذلها المستخدم على السطح البيني. تعني كلمة haptic (باللاتينية ἁπτικός) «اللمس» وتتعلق بحاسة اللمس. تشيع أجهزة اللمس البسيطة ضمن أجهزة التحكم وعصي التحكم بالألعاب وعجلات القيادة.
تُسهل تقنية اللمس دراسة قدرة حاسة اللمس البشرية على إنشاء أغراض افتراضية يمكن التحكم بها لمسيًا. يميز أغلب الباحثين بين ثلاثة أنظمة حسية تتعلق بإحساس اللمس عند البشر: نظام الحس الجلدي والحركي واللمسي. يُشار إلى جميع التصورات الحسية الناجمة عن الحساسية الجلدية والحركية باسم «الإدراك الملموس». قد يُصنف إحساس اللمس إلى منفعل وفاعل، ويرتبط مصطلح «لمسي» غالبًا باللمس الفاعل للتواصل مع الأشياء أو التعرف عليها.

## التاريخ
تمثل الطائرات الكبيرة إحدى أبكر تطبيقات التقنية اللمسية، فهي تستخدم نظام المؤازرة لتشغيل أوجه التحكم. في المركبات الجوية الخفيفة التي تفتقر إلى هذه الأنظمة، عندما تشارف المركبة على السقوط، يمكن الشعور بالاهتزازات الهوائية في أجهزة تحكم الطيار، وهذا كان مفيدًا في تحذيره من حالة الطيران الخطيرة التي وصلت إليها المركبة. تميل أنظمة المؤازرة إلى الانزياح «باتجاه واحد»، أي إن القوة الخارجية المطبقة هوائيًا على سطوح التحكم لا يمكن كشفها على أجهزة ضبط المركبة، ما ينجم عنه فقدان إحدى الإشارات الحسية المهمة. لتخطي هذا العيب، تُحاكي نزابض وأوزان متعددة هذه القوى العادية المفقودة، وتُقاس زاوية المواجهة في الطائرة، وعند الاقتراب من نقطة الانهيار الحرجة، تبدأ عصا الارتجاج بالعمل وتحرض استجابة نظام تحكم أبسط.
يمكن بدلًا من ذلك قياس قوة المؤازرة وتوجيه إشارتها إلى نظام المؤازرة على لوحة التحكم، وهذا يُعرف أيضًا بارتجاع القوة. أمكن تطبيق ارتجاع القوة تجريبيًا في بعض الحفارات عند كشف مواد خليطة مثل الصخور الكبيرة المدفونة في الطم أو الطين. يسمح هذا لجهاز التشغيل «بالإحساس» بالعقبات والالتفاف حولها.
في ستينيات القرن العشرين، طور بول باخ واي ريتا نظام استبدال بصري يستخدم مصفوفة من عصي معدنية بقياس 20×20 يمكن رفعها وخفضها لتنتج «نقاطًا» حسية تشابه بكسلات الشاشة. يستطيع الجالسون على كرسي موصول بالجهاز التعرف على الصور عبر نموذج النقاط الملتصق إلى ظهورهم.
نال توماس د. شانون أول براءة اختراع أمريكية عن هاتف يعمل باللمس عام 1973، بينما صنع إيه. ميخائيل نول أول نظام تواصل بين البشر والآلات في مختبرات بل في آوائل سبعينيات القرن العشرين، وحظي ببراءة هذا الاختراع عام 1975.
في عام 1994، طُورت سترة أورا إنترآكتور، وهي جهاز ارتجاع قوة قابل للارتداء يراقب الإشارات الصوتية ويستخدم تقنية المشغل الكهرومغناطيسي لتحويل الأمواج الصوتية العميقة إلى اهتزازات يمكنها ترجمة هذه الفعالية إلى لكمة أو ركلة.
تتصل هذه البذلة بالمخرج الصوتي لجهاز الصوت المجسم (الستيريو) أو التلفاز أو مسجل الفيديو، ويُعاد إنتاج الإشارة الصوتية عبر مكبر صوتي ضمن البذلة.
في عام 1995، طور توماس ماسي نظام فانتوم (آلية التداخل اللمسي الشخصية)، إذ استخدم وعاءً قمعي الشكل في نهاية ذراع محوسبة يمكن أن يدخل الشخص أصابعه ضمنها لتسمح له بالشعور بالغرض المعروض على شاشة الحاسوب.
في عام 1995، وصف جير جنسن جهازًا لمسيًا بشكل ساعة يد مع آلية نقر جلدي تُسمى «تاب-إن». تتصل هذه الساعة مع الهاتف النقال عبر البلوتوث، وتسمح نماذج تكرار النقر لمرتديها بالاستجابة للمتصل برسائل قصيرة منتقاة.
طُرحت ساعة آبل في الأسواق عام 2015، وهي تستخدم حساس نقر جلدي لإيصال الإشعارات والتنبيهات من الهاتف النقال لمرتدي الساعة.

## آليات إحساس اللمس الميكانيكي
تنظم المستقبلات الميكانيكية الإحساس البشري بالحمل الميكانيكي على الجلد. هناك عدة أنماط من هذه المستقبلات، لكن تُصنف تلك الموجودة في وسادة الإصبع نموذجيًا إلى فئتين: المستقبلات سريعة التفعيل وبطيئة التفعيل. تتحسس المتقبلات بطيئة التفعيل للضغوط الكبيرة نسبيًا وبتواترات منخفضة، بينما تكون المستقبلات الميكانيكية سريعة التفعيل حساسةً للقوى الأصغر والأكثر تواترًا. ينتج عن هذا كشف المستقبلات سريعة التفعيل للأشياء بسعة تتراوح بين 1-200 ميكرومتر، لكن بعض الباحثين يقترحون أن المستقبلات سريعة التفعيل تقتصر حساسيتها على المواد الأصغر من طول موجة بصمة الإصبع. تحقق هذه المستقبلات هذه الحساسية عالية الدقة عبر استشعار الاهتزازات الناجمة عن الاحتكاك وتفاعل نسيج بصمة الإصبع مع سطح المادة الأملس عند تحركها عليه.

## التنفيذ

### الاهتزاز
تقدم أغلب الأجهزة الإلكترونية ارتجاعًا لمسيًا باستخدام الاهتزازات، وأغلبها يستخدم نمط مشغل دوران الكتلة اللا مركزي (إي آر إم) الذي يشمل ثقلًا غير متوازن يتصل بذراع محرك. مع دوران الذراع، يسبب عزم دوران الكتلة غير المنتظمة اهتزاز المشغل والجهاز الموصول إليه. تمتاز بعض الأجهزة الحديثة مثل ماك بوك وآيفون بوجود «محرك لمسي-حسي «تابتك»» يولد الاهتزازات بواسطة مشغل رنين خطي (إل آر إيه). يحرك هذا المشغل الكتلة وفق نموذج ترددي باستخدام حلقة صوتية مغناطيسية. يشابه هذا تحويل إشارات التيار الكهربائي المتردد إلى حركة في مخروط مكبر الصوت. تستجيب مشغلات الرنين الخطي أسرع من مشغل دوران الكتلة اللا مركزي، وبالتالي تستطيع تمثيل نمط حسي أدق.
تعمل مشغلات الكهرباء الانضغاطية أيضًا على توليد الاهتزازات، وتوفر حركةً أدق من مشغلات الرنين الخطي بضجة أقل وساحة حركة أصغر، لكنها تحتاج جهدًا كهربائيًا أعلى من مشغل دوران الكتلة اللا مركزي و مشغلات الرنين الخطي.

### ارتجاع القوة
تستخدم أجهزة ارتجاع القوة محركات تتلاعب بحركات عنصر يحمله المستخدم. يشمل استخدامها الشائع ألعاب القيادة الفيديوية الذاتية ومحاكياتها، وهي تحول دوران عجلة القيادة إلى قوة محرضة تشابه ما يحس به المستخدم عند انعطاف مركبة حقيقية. اعتمدت عجلات القيادة المباشرة التي ظهرت عام 2013 على محركات المؤازرة، وهي النمط الأرقى من عجلات قيادة السباقات ارتجاعية القوة من حيث القوة والموثوقية.
في عام 2007، أطلقت شركة نوفيت للتكنولوجيا جهاز فالكون، وهو أول جهاز لمس ثلاثي الأبعاد موجه للمستهلك، ويمتاز بدقة عالية في ارتجاع القوة ثلاثي الأبعاد. يسمح هذا بالمحاكاة اللمسية للأشياء والملمس والارتداد وقوة الدفع والوجود الفيزيائي للأشياء في الألعاب.

### الدوامات الحلقية الهوائية
تمثل الدوامات الحلقية الهوائية جيوبًا هوائيةً دائريةً مفرغةً تتشكل من هبات الهواء المركزة. قد تملك دوامات الهواء المركزة القوة الكافية لإطفاء شمعة أو بعثرة الورق على بعد عدة ياردات. استخدمت أبحاث ميكروسوفت وأبحاث ديزني هذه الدوامات لتحقيق ارتجاع لمسي بعيد المدى.

### الأمواج فوق الصوتية
يمكن استخدام الأمواج فوق الصوتية المركزة لتوليد إحساس موضعي بالضغط على الإصبع دون لمس أي غرض فيزيائي. تنشأ النقطة البؤرية التي تولد إحساس الضغط عبر التحكم الفردي بطور وكثافة كل تحول في حزمة محولات الطاقة فوق الصوتية. يمكن استخدام هذه الأمواج أيضًا في إيصال إحساس الاهتزاز وإعطاء المستخدم قدرةً على الإحساس بالأشياء الافتراضية ثلاثية الأبعاد.
تنجم الأشكال الأخرى من الارتجاع اللمسي من اللمس الفاعل عندما يمسح الكائن البشري (يمرر أصابعه على سطح ما) للحصول على المعلومات حول ملمس السطح. يمكن جمع مقدار كبير من المعلومات حول ملمس السطح بمقياس ميكرومتري عبر هذا المسح لأن الاهتزازات الناجمة عن الاحتكاك والملمس تنشط المستقبلات الميكانيكية في الجلد البشري. لهذا الغرض يمكن صنع لوحات تهتز وفق تردد فوق صوتي ينقص الاحتكاك بين اللوحة والجلد.